# Victorinox
Victorinox (Вікторінокс) — швейцарська компанія, виробник ножів та годинників класу люкс. Розташована у місті Ібах, у кантоні Швіц, Швейцарія. Компанія відома своїми ножами для швейцарської армії (swiss army). Ножі швейцарської армії, виготовлені компанією Victorinox, виготовлені із фірмової суміші сталі з Німеччини та Франції.
Це найбільший виробник кишенькових ножів у світі; крім того, компанія ліцензує свій логотип для годинників, одягу та спорядження для подорожей.

## Історія
Компанія була заснована в 1884 році як майстерня Карла Ельзенера в м. Ібах. Ельзенер у 1891 р. став співзасновником Schweizerischer Messerschmiedverband, асоціації швейцарських виробників ножів. Ельзенер та його колеги відтоді доставляли ножі швейцарській армії. У 1892 р. більшість колег Ельзенера покинули підприємство, оскільки стало очевидним, що виробник-конкурент Solingen може постачати за меншою ціною. Ельзенер наполегливо конкурував із «Золінген», зазнаючи серйозних фінансових втрат.
По смерті матері в 1909 році Ельзенер назвав свою компанію «Вікторія» на її честь. Того ж року було представлено швейцарський герб як логотип компанії. У 1921 році компанія була перейменована на сучасну назву «Victorinox», словозлиття «Victoria» та «inox», скорочення від французького acier inoxydable, (нержавіюча сталь).

## Продукція

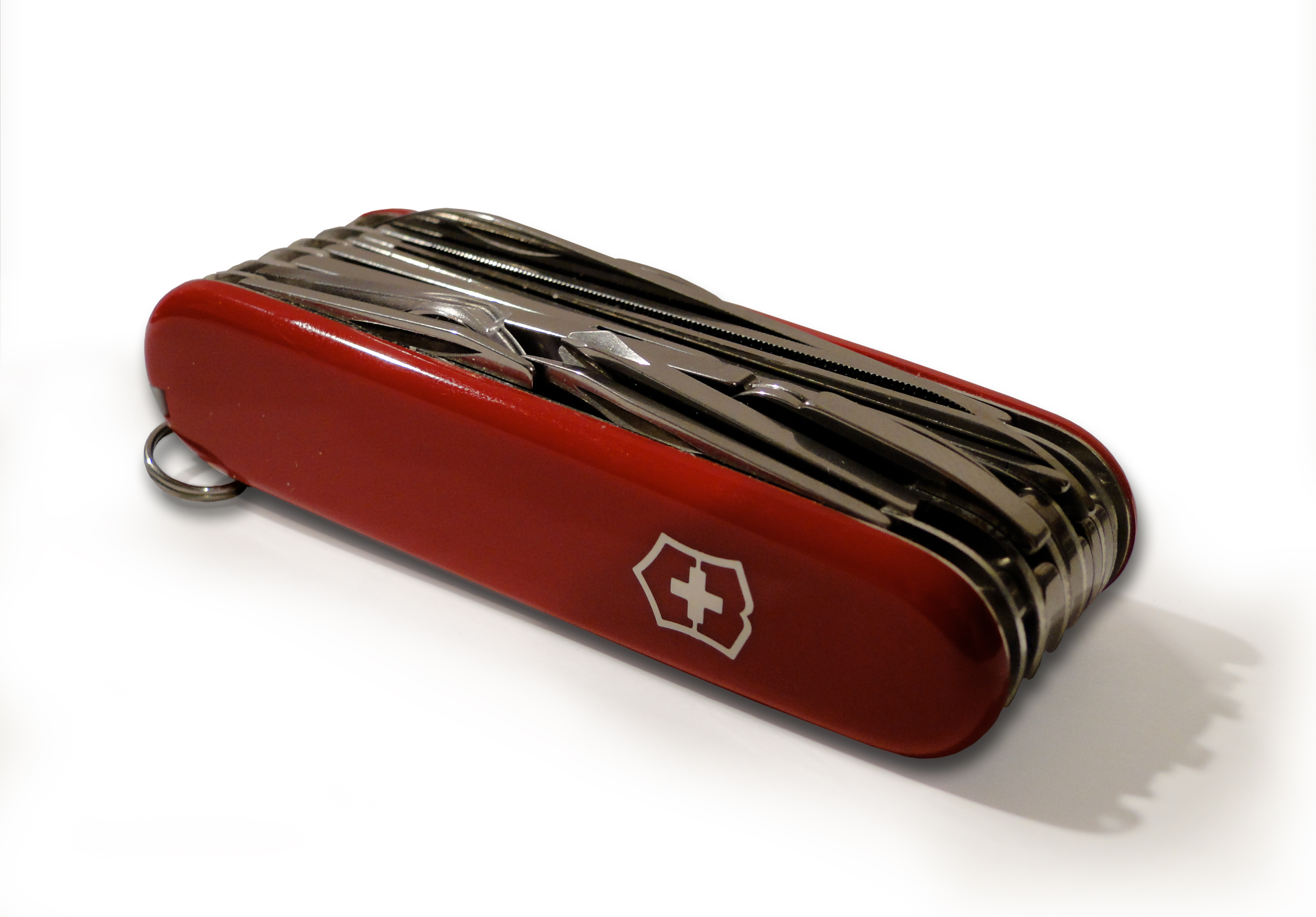
Швейцарський ніж в складеному вигляді
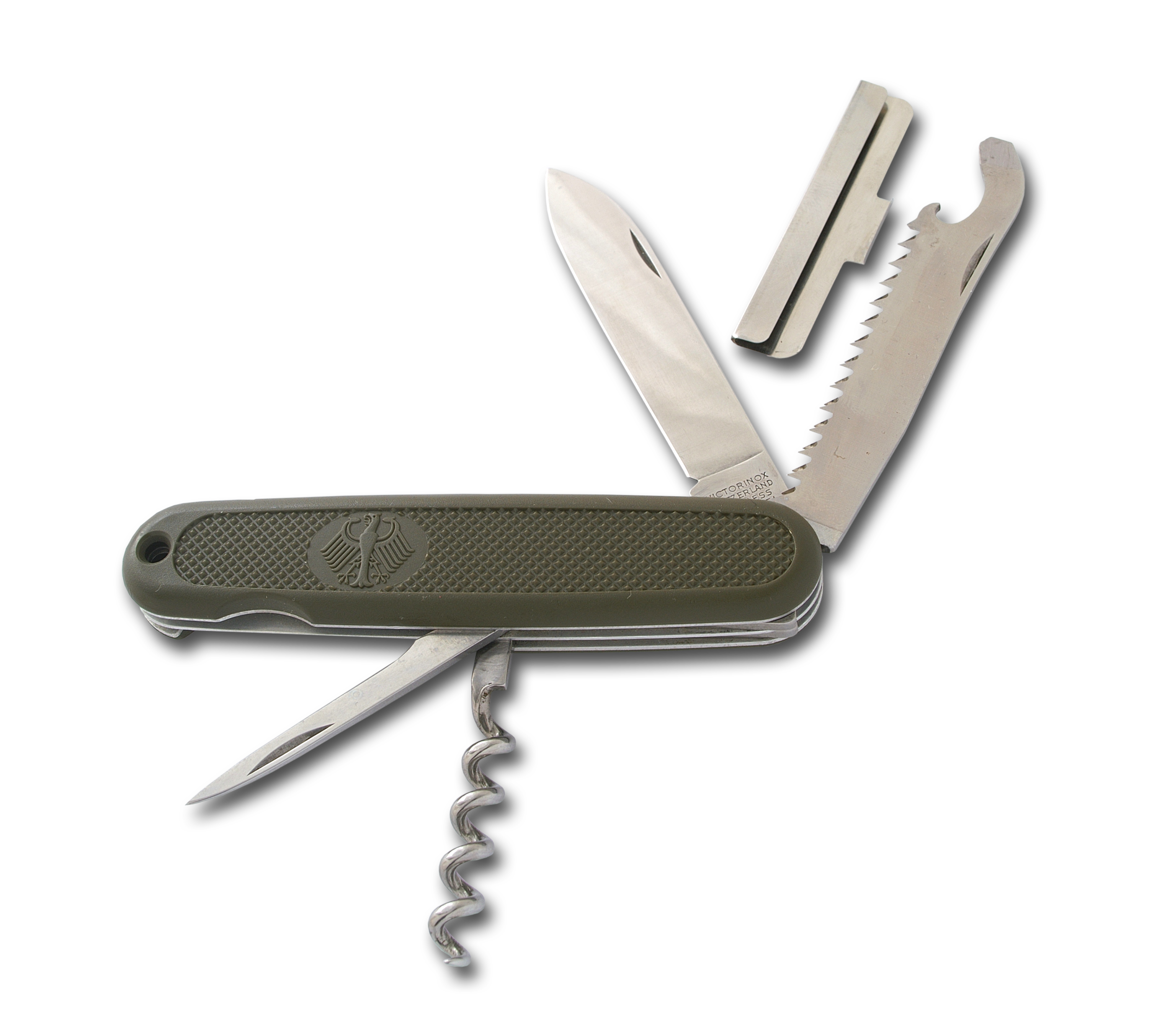
Ніж для німецької армії
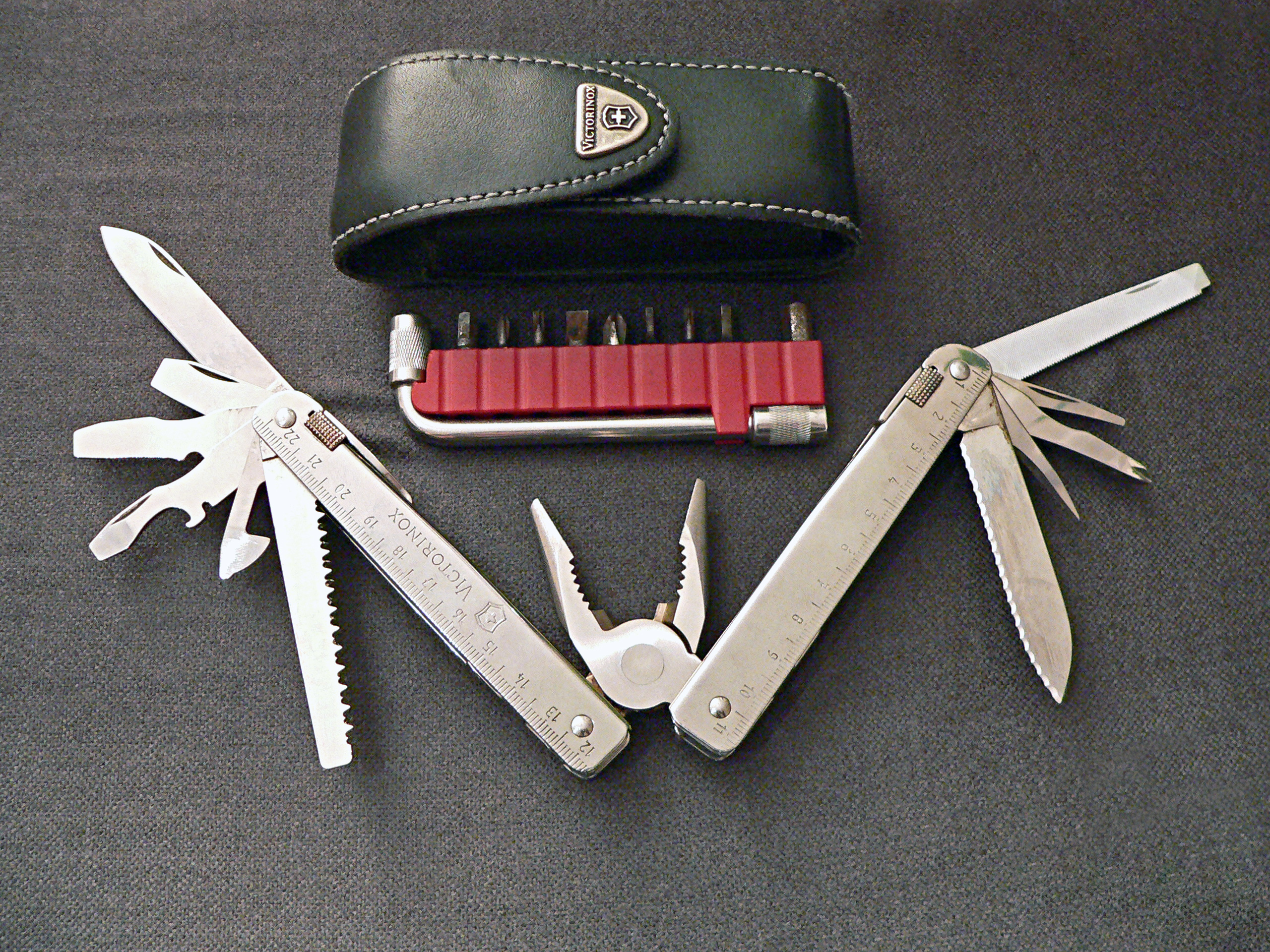
Мультитул «Вікторінокс»